# TKl100
TKl100 – oznaczenie na PKP parowozów – tendrzaków o układzie osi 1'C1', otrzymanych po II wojnie światowej. Takie oznaczenie serii nosił na PKP tylko jeden parowóz, numer TKl100-10, obecnie takie oznaczenie nosi muzealny parowóz TKl100-16 (dawny TKi100-16).
Parowóz TKl100-10 został wyprodukowany w 1934 roku przez Borsig Lokomotiv-Werke GmbH w Berlinie, wraz z drugim parowozem takiego samego typu (późniejszy TKi100-16), dla niemieckich Słupskich Kolei Powiatowych. Były eksploatowane na normalnotorowej kolei lokalnej Sławno – Polanów (Schlawer Kreisbahn, SchKB), z numerami odpowiednio 2 i 1. Od 1940 roku pozostawały pod wspólnym zarządem Pommersche Landesbahnen.
Po 1945 roku oba parowozy zostały przejęte przez Polskie Koleje Państwowe i zaliczone niezgodnie z polskim systemem oznaczeń do zbiorczej serii TKi100, grupującej parowozy o układzie osi 1'C. Otrzymały one numery TKi100-10 i TKi100-16, lecz oznaczenie pierwszego z nich następnie skorygowano na prawidłowe TKl100-10. Pracował on w lokomotywowni Lublin do 1956 roku. Drugi parowóz tego samego typu, TKi100-16, pracował w wielu lokomotywowniach, ostatnio w Skarżysku-Kamiennej. 27 lutego 1971 roku został skreślony z inwentarza, po czym przekazany do Muzeum Kolejnictwa w Warszawie (z fikcyjnym oznaczeniem TKl100-16, zgodnym z jego układem osi).

## Bibliografia

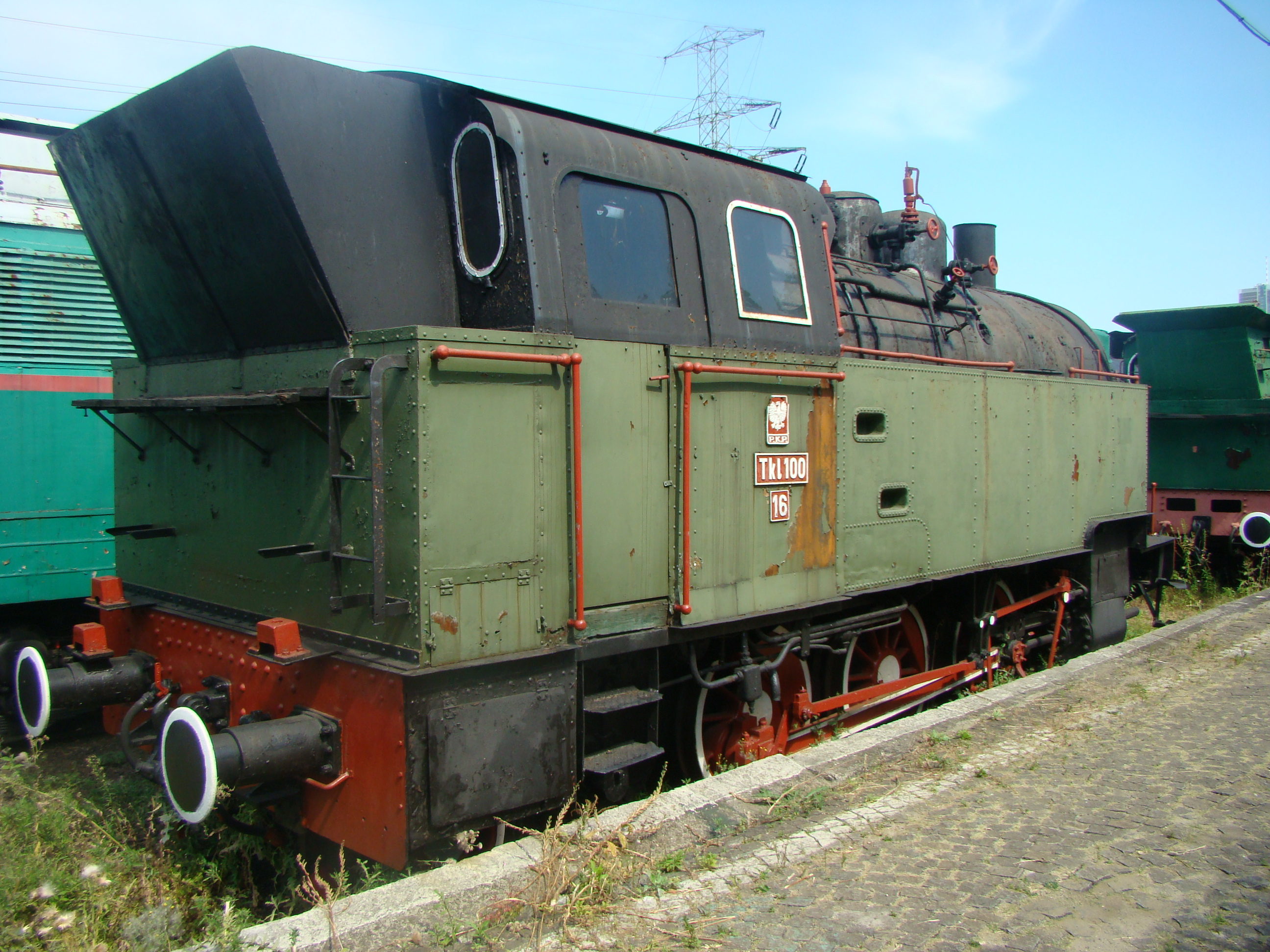
TKi100-16 (jako TKl100-16)